# 통 (행정 구역)
통(統)은 동의 하위 행정구역으로 본래 관할 인구상 리와 같은 등급이다. 그러나 리와 달리 현재는 일상적으로 거의 사용되지 않으며, 변동이 심하다.

## 설명
통에는 번호를 붙인다. 1통, 2통 같은 식. 이는 통은 단순히 행정편의적 측면에서 설치한 것으로 지명성이나 역사성이 거의 없기 때문이다. 자치단체 조례에 의해 설치되므로 행정편의에 따라 조정되는 일도 있다.